# Galenia
Galenia és un gènere de plantes suculentes perennes dins la família Aizoàcia. És un gènere endèmic d'Àfrica del Sud.

## Algunes espècies
Inclouen:
- Galenia acutifolia Adamson
- Galenia affinis Sond.
- Galenia africana L.
- Galenia collina (Eckl. & Zeyh.) Walp.
- Galenia crystallina (Eckl. & Zeyh.) Fenzl
- Galenia cymosa Adamson
- Galenia dregeana Fenzl ex Sond.
- Galenia ecklonis Walp.
- Galenia exigua Adamson
- Galenia filiformis (Thunb.) N.E.Br.
- Galenia fruticosa (L.f.) Sond.
- Galenia glandulifera Bittrich
- Galenia hemisphaerica Adamson
- Galenia herniariaefolia (C.Presl) Fenzl
- Galenia hispidissima Fenzl
- Galenia meziana K.Müll.
- Galenia namaensis Schinz
- Galenia portulacacea Fenzl
- Galenia procumbens L.f.
- Galenia prostrata G.Schellenb.
- Galenia pruinosa Sond.
- Galenia pubescens (Eckl. & Zeyh.) Druce – Galenia, Coastal Galenia
- Galenia rigida Adamson
- Galenia sarcophylla Fenzl
- Galenia secunda (L.f.) Sond.
- Galenia squamulosa (Eckl. & Zeyh.) Fenzl
- Galenia subcarnosa Adamson